# Брад (Берешть-Бістріца, Бакеу)
Брад (рум. Brad) — село у повіті Бакеу в Румунії. Входить до складу комуни Берешть-Бістріца.
Село розташоване на відстані 257 км на північ від Бухареста, 13 км на північ від Бакеу, 75 км на південний захід від Ясс.

## Населення
За даними перепису населення 2002 року у селі проживали 208 осіб, усі — румуни. Усі жителі села рідною мовою назвали румунську.